# Домброва-Дужа (Великопольське воєводство)
Домброва-Дужа (пол. Dąbrowa Duża) — село в Польщі, у гміні Слесін Конінського повіту Великопольського воєводства.
Населення — 94 особи (2011).
У 1975-1998 роках село належало до Конінського воєводства.

## Демографія
Демографічна структура станом на 31 березня 2011 року:
|          | Загалом | Допрацездатний вік | Працездатний вік | Постпрацездатний вік |
| -------- | ------- | ------------------ | ---------------- | -------------------- |
| Чоловіки | 47      | 11                 | 31               | 5                    |
| Жінки    | 47      | 9                  | 26               | 12                   |
| Разом    | 94      | 20                 | 57               | 17                   |